# (3870) Mayré
(3870) Mayre, désignation internationale (3870) Mayré, est un astéroïde de la ceinture principale.

## Description
(3870) Mayre est un astéroïde de la ceinture principale. Il fut découvert le 13 février 1988 à La Silla par Eric Walter Elst. Il présente une orbite caractérisée par un demi-grand axe de 2,62 UA, une excentricité de 0,17 et une inclinaison de 12,4° par rapport à l'écliptique.

## Compléments